# Philhygra terrestris

Philhygra terrestris  (лат.) — вид коротконадкрылых жуков из подсемейства Aleocharinae. Северная Америка.

## Распространение
Канада (Нью-Брансуик, Юкон).

## Описание
Мелкие коротконадкрылые жуки, длина тела около 2,9 — 3,0 мм. Бока субпараллельные. Основная окраска коричневая и чёрная (ноги и надкрылья светлее). Большинство взрослых особей этого вида были собраны из затененных участков вдоль ручьев и побережий рек. Они были найдены среди гравия, песка и глины. Взрослые были собраны в период с мая по июнь.
Вид впервые описан в 2012 году, а его валидный статус подтверждён в 2016 году канадскими энтомологами Яном Климашевским (Jan Klimaszewski; Laurentian Forestry Centre, Онтарио, Канада) и Реджинальдом Вебстером (Reginald P. Webster).